# Subatomic Studios
Subatomic Studios est un développeur indépendant de jeux vidéo dont les bureaux se trouvent à Cambridge, dans le Massachusetts, aux États-Unis.

## Histoire
Subatomic Studios a été fondé en 2008 par les vétérans de l'industrie Jamie Gotch, Leonardo Montenegro et Sergei Gourski.

## Jeux
- Fieldrunners
- TinkerBox
- Fieldrunners 2